# Рыбы (карликовая галактика)
Ры́бы (Pisces; LGS 3) — карликовая неправильная галактика, которая является частью Местной группы. Возможно, является спутником М33. Название происходит от названия созвездия, к которому она принадлежит. Проявляет фиолетовое смещение спектральных линий, так как приближается к Млечному Пути со скоростью 287 км/с.
Тип галактики точно не установлен. Она предположительно является переходной от карликовой сфероидальной к карликовой неправильной, но также возможно, хотя и маловероятно, что галактика является редкой разновидностью одного из этих двух типов. Звёздное население, металличность и профиль поверхностной яркости галактики типичны для карликовых сфероидальных; но в отличие от галактик этого типа, LGS 3 обладает достаточно большим количеством (2×105 M⊙) межзвёздного нейтрального водорода, что характерно как раз для неправильных карликов (хотя водорода в них обычно больше). Кроме того, в ней присутствует небольшая доля голубых звёзд, которые могут относиться к молодым членам главной последовательности или к ветви проэволюционировавших голубых сверхгигантов.
Полная масса галактики оценивается в (2…4)×108 M⊙. Барионная масса (звёзды+газ) составляет 1,5×106 M⊙, или менее 1 %.

## История открытия
Галактика была обнаружена В. Е. Караченцевой в 1976 году.

## История звездообразования
Изучение истории звездообразования, проведённое на Космическом телескопе Хаббла Миллером и др. в 2001 году и Хидальго и др. в 2011 году (наблюдения в сентябре 2005 года), даёт много информации о том, как эта галактика развивалась. Судя по всему, скорость звездообразования в Карликовой галактике в Рыбах примерно постоянна в течение последних миллиардов лет (0,6...2,3×10−5 M⊙/год) и была значительно выше (26,6±6,2×10−5 M⊙/год) в первые миллиарды лет её существования (~11,7 млрд лет назад), когда в течение 1,4 млрд лет образовалось большинство звёзд галактики. Согласно Хидальго и др. эта вспышка звездообразования происходила уже после завершения космологической эпохи реионизации, когда, как предполагается, ультрафиолетовый фон сильно затормозил процессы формирования звёзд. Исследование Миллера и др. также показало, что в течение последних 100 миллионов лет не было никакого существенного звездообразования. Таким образом, большинство звёзд, которые населяют эту галактику, — старые, бедные металлами (металличность [Fe/H] = −1,5 ± 0,3) звёзды в возрасте около 12 миллиардов лет, возникшие в ранней вспышке звездообразования. Но есть небольшие группы молодых, горячих, голубых звёзд с относительно высокой металличностью около −1 во внутренней области галактики размером около 63 пк. При удалении от центра галактики скорость звездообразования падает. Металличность образующихся звёзд медленно растёт со временем. Активность процессов, происходящих в галактике LGS 3, недостаточна для потери межзвёздного газа, поэтому её можно рассматривать как изолированную систему, практически не обменивавшуюся материалом с окружающей средой в течение почти всей истории её существования после завершения активной фазы звездообразования около 9 млрд лет назад. Многие характеристики сближают LGS 3 с Карликовой галактикой в Фениксе.